# Relaciones Noruega-Perú
Las relaciones Noruega-Perú se refieren a las relaciones bilaterales entre Noruega y Perú. Ambos países son miembros de las Naciones Unidas.

## Historia
Ambos países establecieron relaciones diplomáticas en 1923. Durante la Segunda Guerra Mundial, Perú mantuvo relaciones con el gobierno noruego en el exilio con sede en Londres, así como con otros gobiernos en el exilio.
Noruega considera que sus relaciones con Perú son las segundas más importantes de la región, y como tal invierte en varias áreas diferentes de la infraestructura y la economía del país. En 2014, ambos países firmaron, junto con Alemania, una alianza climática y forestal con el fin de reducir las emisiones relacionadas con los bosques y reconocer tierras para las reclamaciones territoriales de los pueblos indígenas. Perú abrió una embajada en Oslo en junio de 2017.

## Visitas de alto nivel
Visitas de alto nivel de Noruega a Perú
- Vicepresidente Morten Høglund (2014)[7]

## Comercio
Perú firmó un acuerdo de libre comercio con la Asociación Europea de Libre Comercio el 24 de junio y el 14 de julio en Reykjavík y Lima, respectivamente. Entró en vigor el 1 de julio de 2012. El comercio entre ambos países ha aumentado de manera constante, y las exportaciones noruegas alcanzaron los US$ 26,8 millones en 2021.

## Misiones diplomáticas residentes
- Perú tiene una embajada en Oslo.[10]

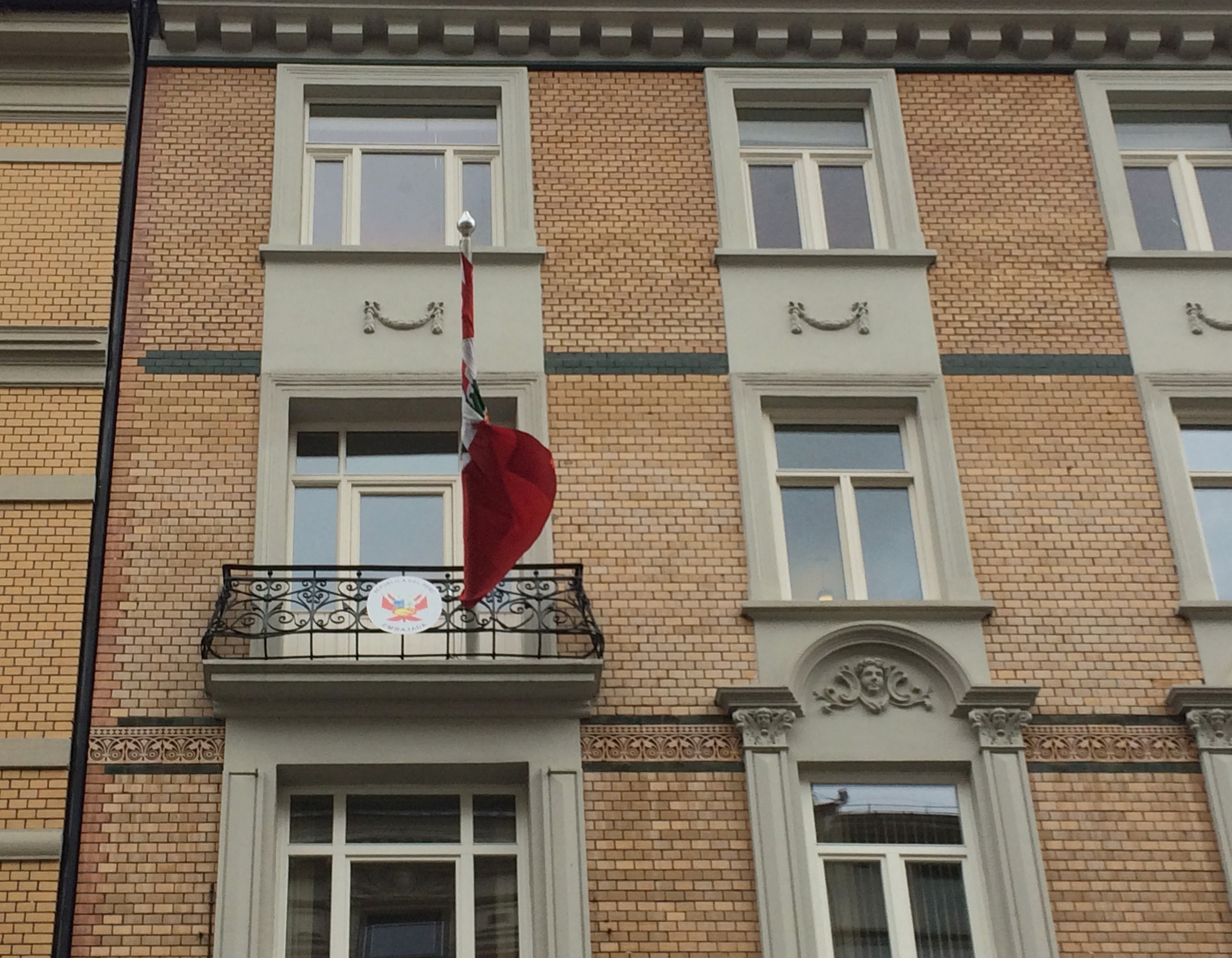
Embajada peruana en Oslo.

- Noruega esta acreditada a Perú por su embajada en Santiago, Chile y cuenta con un consulado en Lima.[11]